# 凱瑟堡錫爾蒂夫河

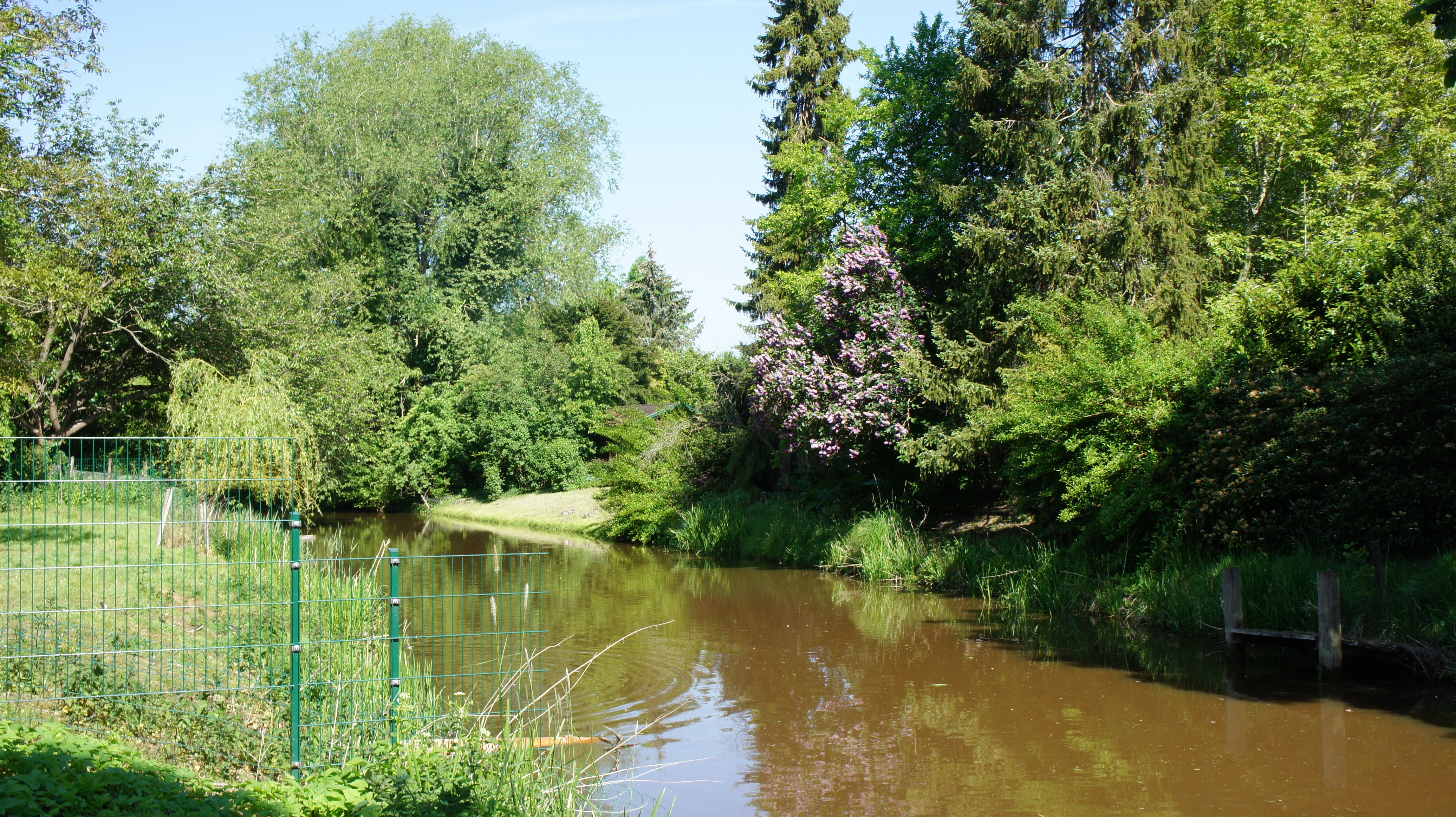
凱瑟堡錫爾蒂夫河

53°17′31″N 8°29′14″E / 53.291918°N 8.487094°E
凱瑟堡錫爾蒂夫河（德語：Käseburger Sieltief），是德國的河流，位於該國西北部，由下薩克森州負責管轄，屬於威悉河的支流，河道全長20公里，河畔城鎮有奧弗爾根訥。